# Гаиба
Гаиба (итал. Gaiba) је насеље у Италији у округу Ровиго, региону Венето.
Према процени из 2011. у насељу је живело 779 становника. Насеље се налази на надморској висини од 8 м.

## Становништво
| 1951. | 1961. | 1971. | 1981. | 1991. | 2001. | 2011. |
| ----- | ----- | ----- | ----- | ----- | ----- | ----- |
| 1.995 | 1.433 | 1.233 | 1.202 | 1.105 | 1.136 | 1.094 |